# Le Juif errant (film, 1948)
Pour plus de détails, voir Fiche technique et Distribution.
Le Juif errant (titre original : L'ebreo errante) est un film italien réalisé par Goffredo Alessandrini d'après le roman homonyme d'Eugène Sue et sorti en 1948.

## Synopsis
Dans une autre vie, plus d'un millier d'années auparavant, Mathieu Blumenthal (Vittorio Gassman), Juif fortuné, était un adversaire résolu du Messie. N'avait-il pas refusé d'apaiser la soif de celui que l'on conduisait au Calvaire ? Ainsi, est-il condamné à errer, d'un pays vers un autre, et, pour l'éternité. Le voilà, au début de la Seconde Guerre mondiale, dans la peau d'un riche banquier parisien.
Lorsque les armées du Troisième Reich pénètrent dans la capitale française, il choisit malgré tout de se réfugier dans une synagogue. Riche et influent, il aurait la possibilité de fuir outre-Atlantique, mais il préfère demeurer auprès des siens. Il connaît, par conséquent, les affres de la déportation en camp de concentration. Il ne se résigne pas pour autant. Son énergie et sa combativité foncières l'incitent à organiser un mouvement d'évasion. Toutefois, face aux menaces de représailles, Mathieu, voulant éviter la mort de centaines de compatriotes, se livre spontanément aux autorités. Coupable aux yeux des nazis, Mathieu a néanmoins expié ses fautes anciennes.

## Fiche technique
- Titre du film : Le Juif errant
- Titre original : L'ebreo errante
- Réalisation : Goffredo Alessandrini
- Scénario : Goffredo Alessandrini, Enrico Fulchignoni, Ennio De Concini, Flaminio Bollini, Anton Giulio Majano, Aldo Bizarri, Giovanni Battista Angioletti d'après le roman homonyme d'Eugène Sue
- Photographie : Václav Vích - Noir et blanc
- Montage : Otello Colangeli
- Musique : Enzo Masetti
- Décors : Arrigo Equini
- Costumes : Dario Cecchi, Bacicchi Emanuele
- Production : Nino Angioletti - C.D.I. Cinematografica
- Pays d'origine :  Italie
- Genre : Film dramatique
- Durée : 100 minutes
- Dates de sortie :
  - Italie : 27 février 1948
  - France : 18 décembre 1949

## Distribution
- Vittorio Gassman : Mathieu Nahum/Blumenthal
- Valentina Cortese : Esther
- Noëlle Norman : Elena
- Harry Feist (it) : Hans
- Inga Gort : Sarah Nahum
- Hans Hinrich : Dr Albert Schuster
- Pietro Sharoff : Prof. Epstein
- Egisto Olivieri : un résistant

## Commentaires
- « Un film étrange. Il s'écarte curieusement des sentiers habituels : projeté, entre allégorie et documentaire, dans une esthétique plutôt emphatique. Interprétations magistrales de Gassman et de la Cortese. »[1]
- « La narration, entièrement exprimée en superficie, demeure fluide cependant, et, d'un rythme sûr et plaisant. On remarquera quelques séquences parfaitement réussies, et qu'une photographie splendide valorise plus encore. »[2]